# Le Touquet-Paris-Plage
Le Touquet-Paris-Plage är en kommun i departementet Pas-de-Calais i regionen Hauts-de-France (tidigare Nord-Pas-de-Calais) i norra Frankrike. Kommunen ligger i kantonen Montreuil som tillhör arrondissementet Montreuil. År 2022 hade Le Touquet-Paris-Plage 4 223 invånare.
Kommunen ligger vid Engelska kanalen, vid mynningen av floden Canche. Inom kommunens gränser finns ett vidsträckt skogsområde. Där finns också en stor mängd byggnadsverk av anglo-normanskt ursprung eller stil; dess 21 kulturminnesmärkta byggnaderna är det största antalet i någon fransk badort.

## Historik

### Bakgrund
1837 köpte den i Paris boende notarien Jean-Baptiste Alphonse Daloz ett 1600 hektar stort dynområde, som han till ungefär hälften lät bli föremål för en stor plantering av tallar, popplar/aspar och alar.

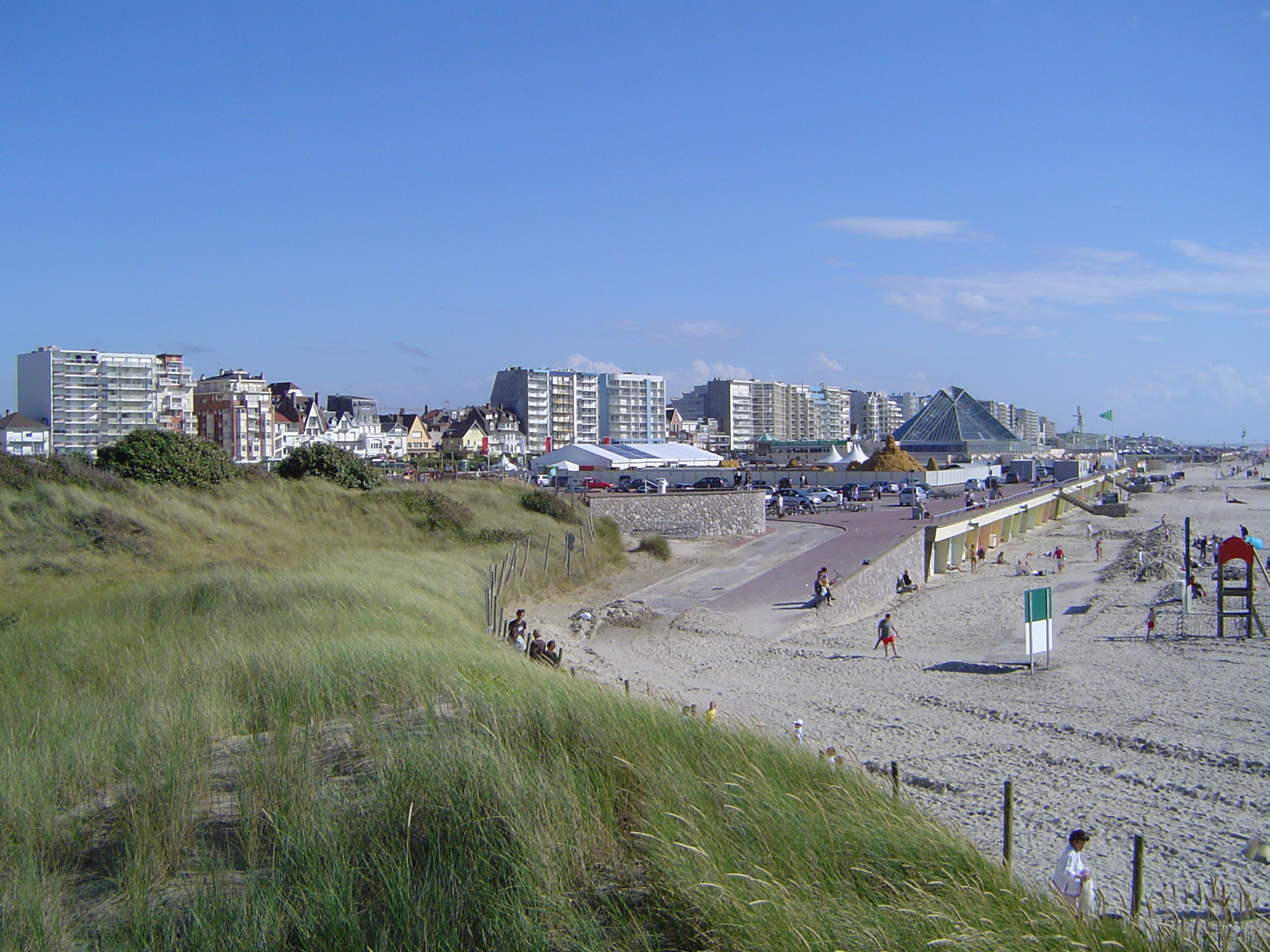
Dyner och byggnader på orten.

1874 föreslog en vän till Daloz att låta marknadsföra det enligt vännen intagande området som en elegant turistort. Badorten Paris-Plage etablerades sedan 1882 av vännen, Hippolyte de Villemessant (utgivare av dagstidningen Le Figaro). Orten utvecklades sedan vidare av britterna John Whitley och Allen Stoneham; bland annat restes olika lyxhotell, två kasinon och ett antal idrottsanläggningar.
Turistanläggningen på orten leddes åren 1903–1905 av Pierre de Coubertin. Han vidareutvecklade det idrottsliga fokuset och myntade marknadsföringsnamnet "Paradis des Sports".

### Kommun och badort
28 mars 1912 utsågs den till ny fransk kommun, under det nuvarande namnet.
Under mellankrigstiden var Le Touquet-Paris-Plage en av Nordfrankrikes mest besökta badorter, i konkurrens bland annat med Dieppe och orter i Normandie. Avståndet till inte minst den expansiva Parisregionen i inlandet ledde till en stor mängd (dagsutflykter och) helgturism.
1925 invigdes en hästkapplöpningsbana och sex år sedan en simbassäng med havsvatten som genomgått filtrering.

### Senare år
I samband med hundraårsjubileet 2012 av kommunens instiftande gjordes en mängd lokala satsningar, med målet att förläna Le Touquet–Paris–Plage en roll som "den eleganta badorten". Man genomförde (eller påbörjade) 100 olika projekt för att försöka återknyta till den roll orten hade på inte minst 1930-talet.

## Ekonomi
Le Touquet-Paris-Plage ekonomi domineras än idag helt av den turismrelaterade besöksnäringen, inte minst under sommarmånaderna. Via havsstränderna ökar invånarantalet sommartid till cirka 250 000, i en liten ort som i Frankrike ibland benämns som "Nordfrankrikes Arcachon"  (« Arcachon du Nord »), "Engelska kanalens trädgård" (« Jardin de la Manche »), "Opalkustens pärla" (« Perle de la Côte d'Opale »), "Sportparadiset" (« Paradis des sports ») eller "Fyra årstidernas turistort" (« Station des quatre saisons »).
Vid sidan av den stora tillströmningen av besökare sommartid kommer under andra årstider varje veckoslut mellan 15 000 och 30 000 besökare. En fjärdedel av dessa är britter, medan de flesta är fransmän – främst från den omgivande regionen samt Paris.

## Befolkningsutveckling
Antalet invånare i kommunen Le Touquet-Paris-Plage
| Referens: INSEE |